# Aterpini
Aterpini es una tribu de gorgojos verdaderos. Se localizan en Australia, Nueva Zelanda, Indonesia, Argentina y Chile. Se caracterizan por estar asociados a grupos de plantas, siendo algunas especies de alta importancia agrícola y forestal. 

## Distribución
Los miembros de esta tribu presentes en América son endémicos a las distintas regiones de Chile. Distribuidas en los géneros Aegorhinus" Erichson con 22 especies, y los géneros monotípicos Alasteropolus Kuschel y Micropilus Kuschel (Morrone y Roig-Juñent, 2000; Morrone, 1996). Por otra parte los géneros endémicos en Australia son, entre otros, Chrysolopus (Hawkeswood, 1991) y Aesiotes(USDA, 2006).

## Importancia agrícola y forestal
Los miembros del género Aegorhinus son de alta importancia agrícola, atacando las larvas las raíces de las bayas (frambuesa y arándano) y frutales (manzano, ciruelo). Al ser el agente fitófago subterráneo, se hace muy difícil su control por medio de agroquímicos. Su control por medio de hongos entomopatógenos como Beauveria y Metarhizium no ha dado buenos resultados en Chile (Parra et al.,  2009).  
Por otra parte, USDA (2006) considera a las especies de Aesiotes como plagas del género Pinus. Específicamente como una plaga endémica de la madera importada desde Australia.

## Géneros
De acuerdo a los señalado por Oberprieler (2010), Morrone y Roig-Juñent (2000) y Lacordaire (1863) los géneros reconocidos son los siguientes:
| - Aades. - Acalonoma. - Aegorhinus. - Aesiotes. - Alasteropolus. - Alphitopis. - Anagotus. - Anomocis. - Aoplocnemis. - Aterpodes. - Cechides. - Chrysolopus. - Chrysophoracis. - Dexagia. - Dixoncis. | - Euthyphasis. - Heterotyles. - Iphisaxus. - Julietiella. - Lyperopais. - Micropolus. - Nemestra. - Oenopus. - Ophlhalmorhychus. - Ophthalmorychus. - Pelororhinus. - Psuchocephalus. - Rhadinosomus. - Rhinaria. - Rhinoplethes. - Stenotherium. | Géneros por revisar: - Aromagis. - Atelicus. - Kershawcis. - Strongylorhinus. |